# علی‌آباد محمدقاسم خان
علی‌آباد محمدقاسم خان، روستایی در دهستان کهور خشک بخش ناصریه شهرستان گنبکی در استان کرمان ایران است.

## جمعیت
بر پایه سرشماری عمومی نفوس و مسکن در سال ۱۳۹۵، جمعیت این روستا برابر با ۱٬۱۹۶ نفر (۲۹۱ خانوار) بوده است.